# Championnat FIA GT 2009
Navigation
Édition précédente Édition suivante
La saison 2009 du Championnat FIA GT est la treizième et ultime édition de cette compétition. Elle est remplacée par le Championnat du monde FIA GT1 à partir de la saison 2010. Elle se déroule du 3 mai au 25 octobre 2009. Elle comprend huit manches dont les 24 Heures de Spa. Elle a consacré les pilotes Michael Bartels et Andrea Bertolini ainsi que l'équipe Vitaphone Racing Team.

## Calendrier
| Manche | Course                  | Circuit                            | Date                  |
| ------ | ----------------------- | ---------------------------------- | --------------------- |
| 1      | RAC Tourist Trophy      | Circuit de Silverstone             | 3 mai                 |
| 2      | Adria 2 Hours           | Adria International Raceway        | 16 mai                |
| 3      | Oschersleben 2 Hours    | Motorsport Arena Oschersleben      | 21 juin               |
| 4      | 24 Heures de Spa        | Circuit de Spa-Francorchamps       | 25 juillet 26 juillet |
| 5      | Budapest City Challenge | Hungaroring                        | 30 août               |
| 6      | Algarve 2 Hours         | Autódromo Internacional do Algarve | 20 septembre          |
| 7      | Paul Ricard 2 Hours     | Circuit Paul Ricard                | 4 octobre             |
| 8      | Zolder 2 Hours          | Circuit de Zolder                  | 25 octobre            |

## Engagés
| Liste des engagés         | Liste des engagés           | Liste des engagés        | Liste des engagés | Liste des engagés | Liste des engagés     | Liste des engagés |
| Équipe                    | Voiture                     | Moteur                   | Pneus             | No.               | Pilotes               | Manches           |
| GT1                       | GT1                         | GT1                      | GT1               | GT1               | GT1                   | GT1               |
| ------------------------- | --------------------------- | ------------------------ | ----------------- | ----------------- | --------------------- | ----------------- |
| Vitaphone Racing Team     | Maserati MC12 GT1           | Maserati 6,0 L V12       | M                 | 1                 | Michael Bartels       | Toutes            |
| Vitaphone Racing Team     | Maserati MC12 GT1           | Maserati 6,0 L V12       | M                 | 1                 | Andrea Bertolini      | Toutes            |
| Vitaphone Racing Team     | Maserati MC12 GT1           | Maserati 6,0 L V12       | M                 | 1                 | Stéphane Sarrazin     | 4                 |
| Vitaphone Racing Team     | Maserati MC12 GT1           | Maserati 6,0 L V12       | M                 | 1                 | Alexandre Negrão      | 4                 |
| Vitaphone Racing Team     | Maserati MC12 GT1           | Maserati 6,0 L V12       | M                 | 2                 | Miguel Ramos          | Toutes            |
| Vitaphone Racing Team     | Maserati MC12 GT1           | Maserati 6,0 L V12       | M                 | 2                 | Alex Müller           | Toutes            |
| Vitaphone Racing Team     | Maserati MC12 GT1           | Maserati 6,0 L V12       | M                 | 2                 | Eric van de Poele     | 4                 |
| Vitaphone Racing Team     | Maserati MC12 GT1           | Maserati 6,0 L V12       | M                 | 2                 | Pedro Lamy            | 4                 |
| Selleslagh Racing Team    | Chevrolet Corvette C6.R     | Chevrolet LS7.R 7,0 L V8 | M                 | 3                 | Bert Longin           | Toutes            |
| Selleslagh Racing Team    | Chevrolet Corvette C6.R     | Chevrolet LS7.R 7,0 L V8 | M                 | 3                 | James Ruffier         | Toutes            |
| Selleslagh Racing Team    | Chevrolet Corvette C6.R     | Chevrolet LS7.R 7,0 L V8 | M                 | 3                 | Maxime Soulet         | 4                 |
| Selleslagh Racing Team    | Chevrolet Corvette C6.R     | Chevrolet LS7.R 7,0 L V8 | M                 | 3                 | Oliver Gavin          | 4                 |
| PK Carsport               | Chevrolet Corvette C6.R     | Chevrolet LS7.R 7,0 L V8 | M                 | 4                 | Anthony Kumpen        | Toutes            |
| PK Carsport               | Chevrolet Corvette C6.R     | Chevrolet LS7.R 7,0 L V8 | M                 | 4                 | Mike Hezemans         | Toutes            |
| PK Carsport               | Chevrolet Corvette C6.R     | Chevrolet LS7.R 7,0 L V8 | M                 | 4                 | Kurt Mollekens        | 4                 |
| PK Carsport               | Chevrolet Corvette C6.R     | Chevrolet LS7.R 7,0 L V8 | M                 | 4                 | Jos Menten            | 4                 |
| Sangari Team Brazil       | Chevrolet Corvette C6.R     | Chevrolet LS7.R 7,0 L V8 | M                 | 8                 | Enrique Bernoldi      | 4-8               |
| Sangari Team Brazil       | Chevrolet Corvette C6.R     | Chevrolet LS7.R 7,0 L V8 | M                 | 8                 | Roberto Streit (en)   | 4-8               |
| Sangari Team Brazil       | Chevrolet Corvette C6.R     | Chevrolet LS7.R 7,0 L V8 | M                 | 8                 | Xavier Maassen        | 4, 6              |
| DKR Engineering           | Chevrolet Corvette C6.R     | Chevrolet LS7.R 7,0 L V8 | M                 | 9                 | Jos Menten            | 1                 |
| DKR Engineering           | Chevrolet Corvette C6.R     | Chevrolet LS7.R 7,0 L V8 | M                 | 9                 | Markus Palttala       | 1                 |
| Full Speed Racing         | Saleen S7R                  | Ford 7,0 L V8            | P                 | 11                | Stéphane Lémeret      | 1-3, 5-6          |
| Full Speed Racing         | Saleen S7R                  | Ford 7,0 L V8            | P                 | 11                | Luke Hines (en)       | 1-3, 5-6          |
| Full Speed Racing         | Saleen S7R                  | Ford 7,0 L V8            | P                 | 11                | Robert Dierick        | 4                 |
| Full Speed Racing         | Saleen S7R                  | Ford 7,0 L V8            | P                 | 11                | Carlo Van Dam         | 4                 |
| Full Speed Racing         | Saleen S7R                  | Ford 7,0 L V8            | P                 | 11                | Arjan van der Zwaan   | 4                 |
| Full Speed Racing         | Saleen S7R                  | Ford 7,0 L V8            | P                 | 11                | Rob van der Zwaan     | 4                 |
| Full Speed Racing         | Saleen S7R                  | Ford 7,0 L V8            | P                 | 13                | Ferdinando Monfardini | 1-3               |
| Full Speed Racing         | Saleen S7R                  | Ford 7,0 L V8            | P                 | 13                | Michael Orts          | 1-2               |
| Full Speed Racing         | Saleen S7R                  | Ford 7,0 L V8            | P                 | 13                | Johnny Mowlem         | 3                 |
| K plus K Motorsport       | Saleen S7R                  | Ford 7,0 L V8            | M                 | 14                | Karl Wendlinger       | 1-3, 5            |
| K plus K Motorsport       | Saleen S7R                  | Ford 7,0 L V8            | M                 | 14                | Ryan Sharp            | 1-3, 5            |
| K plus K Motorsport       | Saleen S7R                  | Ford 7,0 L V8            | M                 | 18                | Adam Lacko (en)       | 1-3, 5            |
| K plus K Motorsport       | Saleen S7R                  | Ford 7,0 L V8            | M                 | 18                | Mario Domínguez       | 1-3               |
| K plus K Motorsport       | Saleen S7R                  | Ford 7,0 L V8            | M                 | 18                | Max Nilsson           | 5                 |
| Luc Alphand Aventures     | Chevrolet Corvette C6.R     | Chevrolet LS7.R 7,0 L V8 | M                 | 19                | Xavier Maassen        | 1-3, 5, 7-8       |
| Luc Alphand Aventures     | Chevrolet Corvette C6.R     | Chevrolet LS7.R 7,0 L V8 | M                 | 19                | Guillaume Moreau      | 1-2               |
| Luc Alphand Aventures     | Chevrolet Corvette C6.R     | Chevrolet LS7.R 7,0 L V8 | M                 | 19                | Thomas Biagi          | 3, 5, 7-8         |
| Solution F                | Ferrari 550-GTS Maranello   | Ferrari 5,9 L V12        | M                 | 21                | Ange Barde            | 7                 |
| Solution F                | Ferrari 550-GTS Maranello   | Ferrari 5,9 L V12        | M                 | 21                | Olivier Panis         | 7                 |
| Vitaphone Racing Team DHL | Maserati MC12 GT1           | Maserati 6,0 L V12       | M                 | 33                | Alessandro Pier Guidi | 4-8               |
| Vitaphone Racing Team DHL | Maserati MC12 GT1           | Maserati 6,0 L V12       | M                 | 33                | Vincent Vosse         | 4                 |
| Vitaphone Racing Team DHL | Maserati MC12 GT1           | Maserati 6,0 L V12       | M                 | 33                | Carl Rosenblad        | 4                 |
| Vitaphone Racing Team DHL | Maserati MC12 GT1           | Maserati 6,0 L V12       | M                 | 33                | Stéphane Lémeret      | 4                 |
| Vitaphone Racing Team DHL | Maserati MC12 GT1           | Maserati 6,0 L V12       | M                 | 33                | Matteo Bobbi          | 5-8               |
| Nissan Motorsports        | Nissan GT-R GT1             | Nissan VK56DE 5,6 L V8   | M                 | 35                | Darren Turner         | 1, 3-4, 8         |
| Nissan Motorsports        | Nissan GT-R GT1             | Nissan VK56DE 5,6 L V8   | M                 | 35                | Michael Krumm         | 1, 3-4, 8         |
| Nissan Motorsports        | Nissan GT-R GT1             | Nissan VK56DE 5,6 L V8   | M                 | 35                | Anthony Davidson      | 4                 |
| Marc VDS Racing Team      | Ford GT1                    | Ford 5,0 L V8            | M                 | 40                | Bas Leinders          | Toutes            |
| Marc VDS Racing Team      | Ford GT1                    | Ford 5,0 L V8            | M                 | 40                | Renaud Kuppens        | Toutes            |
| Marc VDS Racing Team      | Ford GT1                    | Ford 5,0 L V8            | M                 | 40                | Eric de Doncker       | 4                 |
| Matech GT Racing          | Ford GT1                    | Ford 5,0 L V8            | M                 | 44                | Thomas Mutsch (en)    | 1-3, 5, 7         |
| Matech GT Racing          | Ford GT1                    | Ford 5,0 L V8            | M                 | 44                | Thomas Biagi          | 1-2               |
| Matech GT Racing          | Ford GT1                    | Ford 5,0 L V8            | M                 | 44                | Marc Hennerici        | 3                 |
| Matech GT Racing          | Ford GT1                    | Ford 5,0 L V8            | M                 | 44                | Jonathan Hirschi      | 5                 |
| Matech GT Racing          | Ford GT1                    | Ford 5,0 L V8            | M                 | 44                | Henri Moser           | 7                 |
| GT2                       |                             |                          |                   |                   |                       |                   |
| AF Corse                  | Ferrari F430 GTC            | Ferrari 4,0 L V8         | M                 | 50                | Toni Vilander         | Toutes            |
| AF Corse                  | Ferrari F430 GTC            | Ferrari 4,0 L V8         | M                 | 50                | Gianmaria Bruni       | Toutes            |
| AF Corse                  | Ferrari F430 GTC            | Ferrari 4,0 L V8         | M                 | 50                | Jaime Melo            | 4                 |
| AF Corse                  | Ferrari F430 GTC            | Ferrari 4,0 L V8         | M                 | 50                | Luís Pérez Companc    | 4                 |
| AF Corse                  | Ferrari F430 GTC            | Ferrari 4,0 L V8         | M                 | 51                | Álvaro Barba          | Toutes            |
| AF Corse                  | Ferrari F430 GTC            | Ferrari 4,0 L V8         | M                 | 51                | Niki Cadei            | Toutes            |
| AF Corse                  | Ferrari F430 GTC            | Ferrari 4,0 L V8         | M                 | 51                | Matías Russo          | 4                 |
| AF Corse                  | Ferrari F430 GTC            | Ferrari 4,0 L V8         | M                 | 51                | Pierre Kaffer         | 4                 |
| CRS Racing                | Ferrari F430 GTC            | Ferrari 4,0 L V8         | M                 | 55                | Tim Mullen (en)       | Toutes            |
| CRS Racing                | Ferrari F430 GTC            | Ferrari 4,0 L V8         | M                 | 55                | Chris Niarchos        | 1-7               |
| CRS Racing                | Ferrari F430 GTC            | Ferrari 4,0 L V8         | M                 | 55                | Phil Quaife           | 4                 |
| CRS Racing                | Ferrari F430 GTC            | Ferrari 4,0 L V8         | M                 | 55                | Chris Goodwin (en)    | 4                 |
| CRS Racing                | Ferrari F430 GTC            | Ferrari 4,0 L V8         | M                 | 55                | Antonio García        | 8                 |
| CRS Racing                | Ferrari F430 GTC            | Ferrari 4,0 L V8         | M                 | 56                | Andrew Kirkaldy       | Toutes            |
| CRS Racing                | Ferrari F430 GTC            | Ferrari 4,0 L V8         | M                 | 56                | Rob Bell              | Toutes            |
| CRS Racing                | Ferrari F430 GTC            | Ferrari 4,0 L V8         | M                 | 56                | Antonio García        | 4                 |
| CRS Racing                | Ferrari F430 GTC            | Ferrari 4,0 L V8         | M                 | 56                | Peter Kox             | 4                 |
| Trackspeed Racing         | Porsche 911 GT3 RSR (997)   | Porsche 4,0 L Flat-6     | M                 | 58                | David Ashburn         | 8                 |
| Trackspeed Racing         | Porsche 911 GT3 RSR (997)   | Porsche 4,0 L Flat-6     | M                 | 58                | Sascha Maassen        | 8                 |
| Trackspeed Racing         | Porsche 911 GT3 RSR (997)   | Porsche 4,0 L Flat-6     | M                 | 59                | David Ashburn         | 1-7               |
| Trackspeed Racing         | Porsche 911 GT3 RSR (997)   | Porsche 4,0 L Flat-6     | M                 | 59                | Tim Sugden            | 1-2, 4-6          |
| Trackspeed Racing         | Porsche 911 GT3 RSR (997)   | Porsche 4,0 L Flat-6     | M                 | 59                | Jörg Bergmeister      | 3-4               |
| Trackspeed Racing         | Porsche 911 GT3 RSR (997)   | Porsche 4,0 L Flat-6     | M                 | 59                | Stéphane Ortelli      | 4                 |
| Trackspeed Racing         | Porsche 911 GT3 RSR (997)   | Porsche 4,0 L Flat-6     | M                 | 59                | Sascha Maassen        | 7                 |
| Trackspeed Racing         | Porsche 911 GT3 RSR (997)   | Porsche 4,0 L Flat-6     | M                 | 59                | Chris Mamerow         | 8                 |
| Prospeed Competition      | Porsche 911 GT3 RSR (997)   | Porsche 4,0 L Flat-6     | M                 | 60                | Richard Westbrook     | Toutes            |
| Prospeed Competition      | Porsche 911 GT3 RSR (997)   | Porsche 4,0 L Flat-6     | M                 | 60                | Emmanuel Collard      | 1-7               |
| Prospeed Competition      | Porsche 911 GT3 RSR (997)   | Porsche 4,0 L Flat-6     | M                 | 60                | Sean Edwards          | 4                 |
| Prospeed Competition      | Porsche 911 GT3 RSR (997)   | Porsche 4,0 L Flat-6     | M                 | 60                | Darryl O'Young        | 4                 |
| Prospeed Competition      | Porsche 911 GT3 RSR (997)   | Porsche 4,0 L Flat-6     | M                 | 60                | Marco Holzer          | 8                 |
| Prospeed Competition      | Porsche 911 GT3 RSR (997)   | Porsche 4,0 L Flat-6     | M                 | 61                | Marco Holzer          | 1-3, 5-7          |
| Prospeed Competition      | Porsche 911 GT3 RSR (997)   | Porsche 4,0 L Flat-6     | M                 | 61                | Darryl O'Young        | 1-2, 5-8          |
| Prospeed Competition      | Porsche 911 GT3 RSR (997)   | Porsche 4,0 L Flat-6     | M                 | 61                | Sean Edwards          | 3                 |
| Prospeed Competition      | Porsche 911 GT3 RSR (997)   | Porsche 4,0 L Flat-6     | M                 | 61                | Paul van Splunteren   | 4                 |
| Prospeed Competition      | Porsche 911 GT3 RSR (997)   | Porsche 4,0 L Flat-6     | M                 | 61                | Raymond Coronel       | 4                 |
| Prospeed Competition      | Porsche 911 GT3 RSR (997)   | Porsche 4,0 L Flat-6     | M                 | 61                | Niek Hommerson        | 4                 |
| Prospeed Competition      | Porsche 911 GT3 RSR (997)   | Porsche 4,0 L Flat-6     | M                 | 61                | Louis Machiels        | 4                 |
| Prospeed Competition      | Porsche 911 GT3 RSR (997)   | Porsche 4,0 L Flat-6     | M                 | 61                | Marc Lieb             | 8                 |
| IMSA Performance Matmut   | Porsche 911 GT3 RSR (997)   | Porsche 4,0 L Flat-6     | M                 | 70                | Raymond Narac         | 4                 |
| IMSA Performance Matmut   | Porsche 911 GT3 RSR (997)   | Porsche 4,0 L Flat-6     | M                 | 70                | Patrick Pilet         | 4                 |
| IMSA Performance Matmut   | Porsche 911 GT3 RSR (997)   | Porsche 4,0 L Flat-6     | M                 | 70                | Patrick Long          | 4                 |
| BMS Scuderia Italia       | Ferrari F430 GTC            | Ferrari 4,0 L V8         | M P               | 77                | Paolo Ruberti         | Toutes            |
| BMS Scuderia Italia       | Ferrari F430 GTC            | Ferrari 4,0 L V8         | M P               | 77                | Matteo Malucelli      | Toutes            |
| BMS Scuderia Italia       | Ferrari F430 GTC            | Ferrari 4,0 L V8         | M P               | 77                | Kenneth Heyer         | 4                 |
| BMS Scuderia Italia       | Ferrari F430 GTC            | Ferrari 4,0 L V8         | M P               | 77                | Diego Romanini (en)   | 4                 |
| BMS Scuderia Italia       | Ferrari F430 GTC            | Ferrari 4,0 L V8         | M P               | 78                | Diego Romanini (en)   | 1-3, 5-7          |
| BMS Scuderia Italia       | Ferrari F430 GTC            | Ferrari 4,0 L V8         | M P               | 78                | Kenneth Heyer         | 1-3, 5            |
| BMS Scuderia Italia       | Ferrari F430 GTC            | Ferrari 4,0 L V8         | M P               | 78                | Fabio Babini          | 4                 |
| BMS Scuderia Italia       | Ferrari F430 GTC            | Ferrari 4,0 L V8         | M P               | 78                | Christian Pescatori   | 4                 |
| BMS Scuderia Italia       | Ferrari F430 GTC            | Ferrari 4,0 L V8         | M P               | 78                | Marcello Zani         | 4                 |
| BMS Scuderia Italia       | Ferrari F430 GTC            | Ferrari 4,0 L V8         | M P               | 78                | Ettore Bonaldi        | 6-7               |
| BMS Scuderia Italia       | Ferrari F430 GTC            | Ferrari 4,0 L V8         | M P               | 78                | Stéphane Lémeret      | 8                 |
| BMS Scuderia Italia       | Ferrari F430 GTC            | Ferrari 4,0 L V8         | M P               | 78                | Luigi Lucchini        | 8                 |
| Hexis Racing AMR          | Aston Martin V8 Vantage GT2 | Aston Martin 4,5 L V8    | M                 | 80                | Stefan Mücke          | 1, 3              |
| Hexis Racing AMR          | Aston Martin V8 Vantage GT2 | Aston Martin 4,5 L V8    | M                 | 80                | Frédéric Makowiecki   | 1, 3              |
| Pecom Racing              | Ferrari F430 GTC            | Ferrari 4,0 L V8         | M                 | 95                | Matías Russo          | 1, 3, 5-8         |
| Pecom Racing              | Ferrari F430 GTC            | Ferrari 4,0 L V8         | M                 | 95                | Luís Pérez Companc    | 1, 3, 5-8         |
| Pecom Racing              | Ferrari F430 GTC            | Ferrari 4,0 L V8         | M                 | 95                | Cédric Sbirrazuoli    | 2, 4              |
| Pecom Racing              | Ferrari F430 GTC            | Ferrari 4,0 L V8         | M                 | 95                | Francesco La Mazza    | 2                 |
| Pecom Racing              | Ferrari F430 GTC            | Ferrari 4,0 L V8         | M                 | 95                | Lorenzo Casè          | 4                 |
| Brixia Racing             | Porsche 911 GT3 RSR (997)   | Porsche 4,0 L Flat-6     | M                 | 97                | Martin Ragginger      | Toutes            |
| Brixia Racing             | Porsche 911 GT3 RSR (997)   | Porsche 4,0 L Flat-6     | M                 | 97                | Luigi Lucchini        | 1-7               |
| Brixia Racing             | Porsche 911 GT3 RSR (997)   | Porsche 4,0 L Flat-6     | M                 | 97                | Marco Holzer          | 4                 |
| Brixia Racing             | Porsche 911 GT3 RSR (997)   | Porsche 4,0 L Flat-6     | M                 | 97                | Bryce Miller          | 4                 |
| Brixia Racing             | Porsche 911 GT3 RSR (997)   | Porsche 4,0 L Flat-6     | M                 | 97                | Emmanuel Collard      | 8                 |
| JMB Racing                | Ferrari F430 GTC            | Ferrari 4,0 L V8         | M                 | 99                | Maurizio Basso        | 4                 |
| JMB Racing                | Ferrari F430 GTC            | Ferrari 4,0 L V8         | M                 | 99                | Peter Kutemann        | 4                 |
| JMB Racing                | Ferrari F430 GTC            | Ferrari 4,0 L V8         | M                 | 99                | John Hartshorne       | 4                 |
| JMB Racing                | Ferrari F430 GTC            | Ferrari 4,0 L V8         | M                 | 99                | Stéphane Daoudi       | 4                 |

## Résultats
| Manche | Circuit      | Équipe gagnante GT1                                    | Équipe gagnante GT2                                         | Résultats |
| Manche | Circuit      | Pilotes vainqueurs GT1                                 | Pilotes vainqueurs GT2                                      | Résultats |
| ------ | ------------ | ------------------------------------------------------ | ----------------------------------------------------------- | --------- |
| 1      | Silverstone  | No. 14 K plus K Motorsport                             | No. 60 Prospeed Competition                                 | Résultats |
| 1      | Silverstone  | Karl Wendlinger Ryan Sharp                             | Richard Westbrook Emmanuel Collard                          | Résultats |
| 2      | Adria        | No. 1 Vitaphone Racing Team                            | No. 60 Prospeed Competition                                 | Résultats |
| 2      | Adria        | Michael Bartels Andrea Bertolini                       | Richard Westbrook Emmanuel Collard                          | Résultats |
| 3      | Oschersleben | No. 4 PK Carsport                                      | No. 50 AF Corse                                             | Résultats |
| 3      | Oschersleben | Mike Hezemans Anthony Kumpen                           | Toni Vilander Gianmaria Bruni                               | Résultats |
| 4      | Spa          | No. 4 PK Carsport                                      | No. 50 AF Corse                                             | Résultats |
| 4      | Spa          | Mike Hezemans Anthony Kumpen Jos Menten Kurt Mollekens | Toni Vilander Gianmaria Bruni Jaime Melo Luís Pérez Companc | Résultats |
| 5      | Hungaroring  | No. 1 Vitaphone Racing Team                            | No. 60 Prospeed Competition                                 | Résultats |
| 5      | Hungaroring  | Michael Bartels Andrea Bertolini                       | Richard Westbrook Emmanuel Collard                          | Résultats |
| 6      | Algarve      | No. 3 Selleslagh Racing Team                           | No. 51 AF Corse                                             | Résultats |
| 6      | Algarve      | Bert Longin James Ruffier                              | Niki Cadei Álvaro Barba                                     | Résultats |
| 7      | Paul Ricard  | No. 8 Sangari Team Brazil                              | No. 50 AF Corse                                             | Résultats |
| 7      | Paul Ricard  | Enrique Bernoldi Roberto Streit (en)                   | Toni Vilander Gianmaria Bruni                               | Résultats |
| 8      | Zolder       | No. 33 Vitaphone Racing Team DHL                       | No. 60 Prospeed Competition                                 | Résultats |
| 8      | Zolder       | Alessandro Pier Guidi Matteo Bobbi                     | Richard Westbrook Marco Holzer                              | Résultats |

## Classements

### Championnat pilotes
Les points sont octroyés aux 8 premiers classés de chaque catégorie dans l'ordre 10–8–6–5–4–3–2–1.

#### Classements GT1

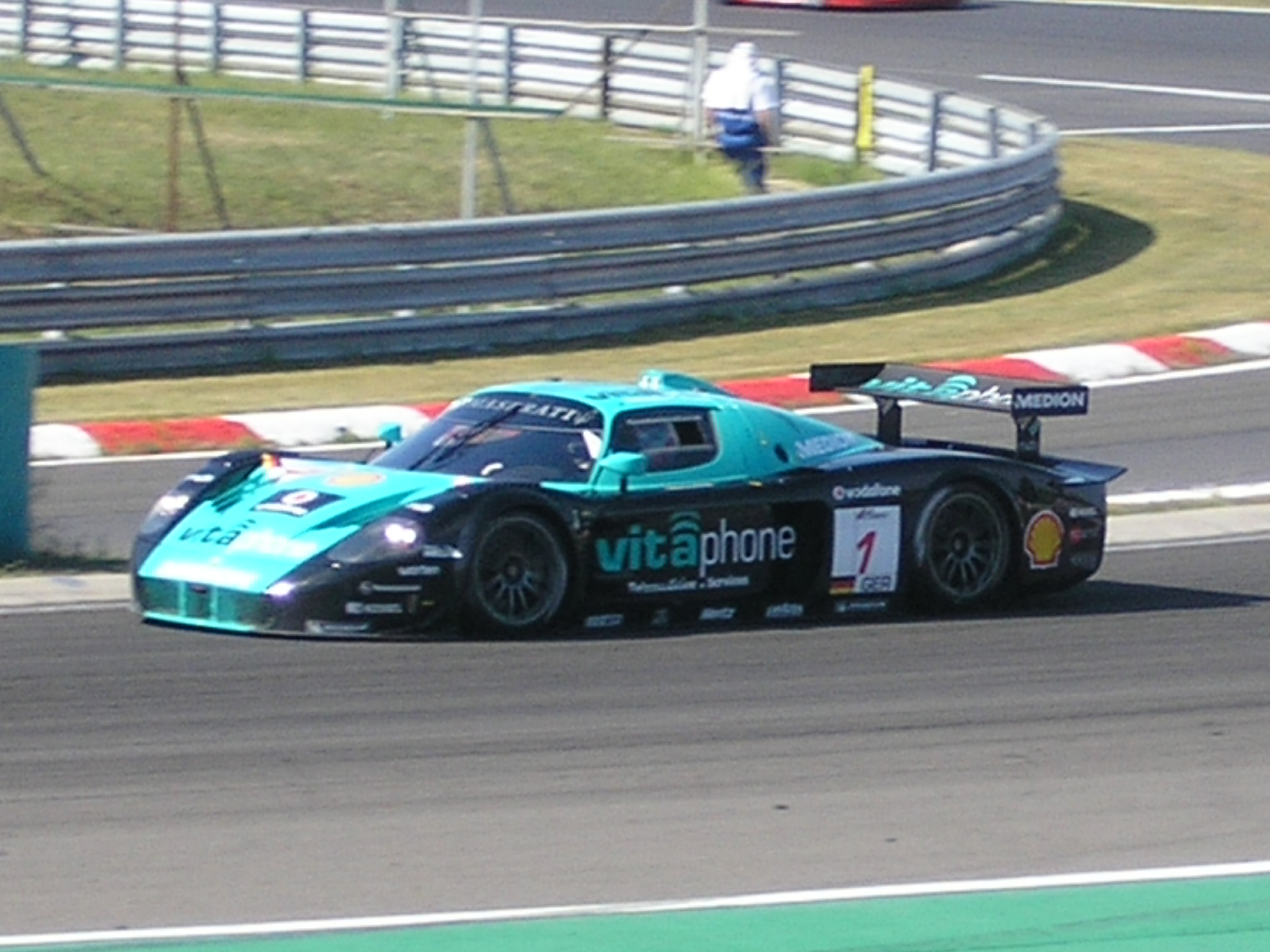
Michael Bartels et Andrea Bertolini remportent le championnat GT1.

| Pos | Pilote                | Équipe                    | Mc 1 | Mc 2 | Mc 3 | Mc 4 | Mc 5 | Mc 6 | Mc 7 | Mc 8 | Total |
| --- | --------------------- | ------------------------- | ---- | ---- | ---- | ---- | ---- | ---- | ---- | ---- | ----- |
| 1=  | Michael Bartels       | Vitaphone Racing Team     | 8    | 10   | 8    | 5    | 10   | 4    | 4    | 8    | 57    |
| 1=  | Andrea Bertolini      | Vitaphone Racing Team     | 8    | 10   | 8    | 5    | 10   | 4    | 4    | 8    | 57    |
| 3=  | Anthony Kumpen        | Peka Racing               | 5    | 8    | 10   | 10   | 4    | 8    | 0    | 0    | 45    |
| 3=  | Mike Hezemans         | Peka Racing               | 5    | 8    | 10   | 10   | 4    | 8    | 0    | 0    | 45    |
| 5=  | Bert Longin           | Selleslagh Racing Team    | 3    | 4    | 5    | 4    | 3    | 10   | 6    | 4    | 39    |
| 5=  | James Ruffier         | Selleslagh Racing Team    | 3    | 4    | 5    | 4    | 3    | 10   | 6    | 4    | 39    |
| 7   | Xavier Maassen        | Luc Alphand Aventures     | 6    | 5    | 4    |      | 5    |      | 5    | 6    | 36    |
| 7   | Xavier Maassen        | Sangari Team Brazil       |      |      |      | 0    |      | 5    |      |      | 36    |
| 8=  | Alessandro Pier Guidi | Vitaphone Racing Team DHL |      |      |      | 8    | 8    | 3    | 3    | 10   | 32    |
| 8=  | Miguel Ramos          | Vitaphone Racing Team     | 0    | 6    | 6    | 3    | 0    | 6    | 8    | 3    | 32    |
| 8=  | Alex Müller           | Vitaphone Racing Team     | 0    | 6    | 6    | 3    | 0    | 6    | 8    | 3    | 32    |
| 11= | Enrique Bernoldi      | Sangari Team Brazil       |      |      |      | 0    | 6    | 5    | 10   | 5    | 26    |
| 11= | Roberto Streit (en)   | Sangari Team Brazil       |      |      |      | 0    | 6    | 5    | 10   | 5    | 26    |
| 13  | Matteo Bobbi          | Vitaphone Racing Team DHL |      |      |      |      | 8    | 3    | 3    | 10   | 24    |
| 14  | Thomas Biagi          | Matech GT Racing          | 1    | 0    |      |      |      |      |      |      | 21    |
| 14  | Thomas Biagi          | Luc Alphand Aventures     |      |      | 4    |      | 5    |      | 5    | 6    | 21    |
| 15  | Stéphane Lémeret      | Full Speed Racing Team    | 0    | 3    | 1    |      | 0    | 1    |      |      | 13    |
| 15  | Stéphane Lémeret      | Vitaphone Racing Team DHL |      |      |      | 8    |      |      |      |      | 13    |
| 16  | Jos Menten            | DKR Engineering           | 2    |      |      |      |      |      |      |      | 12    |
| 16  | Jos Menten            | Peka Racing               |      |      |      | 10   |      |      |      |      | 12    |
| 17  | Guillaume Moreau      | Luc Alphand Aventures     | 6    | 5    |      |      |      |      |      |      | 11    |
| 18= | Karl Wendlinger       | K plus K Motorsport       | 10   | 0    | 0    |      | 0    |      |      |      | 10    |
| 18= | Ryan Sharp            | K plus K Motorsport       | 10   | 0    | 0    |      | 0    |      |      |      | 10    |
| 18= | Kurt Mollekens        | Peka Racing               |      |      |      | 10   |      |      |      |      | 10    |
| 21= | Renaud Kuppens        | Marc VDS Racing Team      | 0    | 2    | 3    | 0    | 2    | 2    | 0    | 0    | 9     |
| 21= | Bas Leinders          | Marc VDS Racing Team      | 0    | 2    | 3    | 0    | 2    | 2    | 0    | 0    | 9     |
| 23= | Vincent Vosse         | Vitaphone Racing Team DHL |      |      |      | 8    |      |      |      |      | 8     |
| 23= | Carl Rosenblad        | Vitaphone Racing Team DHL |      |      |      | 8    |      |      |      |      | 8     |
| 25  | Adam Lacko (en)       | K plus K Motorsport       | 4    | 1    | 0    |      | 1    |      |      |      | 6     |
| 26= | Stéphane Sarrazin     | Vitaphone Racing Team     |      |      |      | 5    |      |      |      |      | 5     |
| 26= | Alexandre Negrão      | Vitaphone Racing Team     |      |      |      | 5    |      |      |      |      | 5     |
| 26= | Mario Domínguez       | K plus K Motorsport       | 4    | 1    | 0    |      |      |      |      |      | 5     |
| 26= | Luke Hines (en)       | Full Speed Racing Team    | 0    | 3    | 1    |      | 0    | 1    |      |      | 5     |
| 30= | Maxime Soulet         | Selleslagh Racing Team    |      |      |      | 4    |      |      |      |      | 4     |
| 30= | Oliver Gavin          | Selleslagh Racing Team    |      |      |      | 4    |      |      |      |      | 4     |
| 30= | Thomas Mutsch (en)    | Matech GT Racing          | 1    | 0    | 2    |      | 0    |      | 1    |      | 4     |
| 33= | Eric van de Poele     | Vitaphone Racing Team     |      |      |      | 3    |      |      |      |      | 3     |
| 33= | Pedro Lamy            | Vitaphone Racing Team     |      |      |      | 3    |      |      |      |      | 3     |
| 35= | Markus Palttala       | DKR Engineering           | 2    |      |      |      |      |      |      |      | 2     |
| 35= | Marc Hennerici        | Matech GT Racing          |      |      | 2    |      |      |      |      |      | 2     |
| 35= | Ange Barde            | Solution F                |      |      |      |      |      |      | 2    |      | 2     |
| 35= | Olivier Panis         | Solution F                |      |      |      |      |      |      | 2    |      | 2     |
| 39= | Max Nilsson           | K plus K Motorsport       |      |      |      |      | 1    |      |      |      | 1     |
| 39= | Henri Moser           | Matech GT Racing          |      |      |      |      |      |      | 1    |      | 1     |

#### Classements GT2

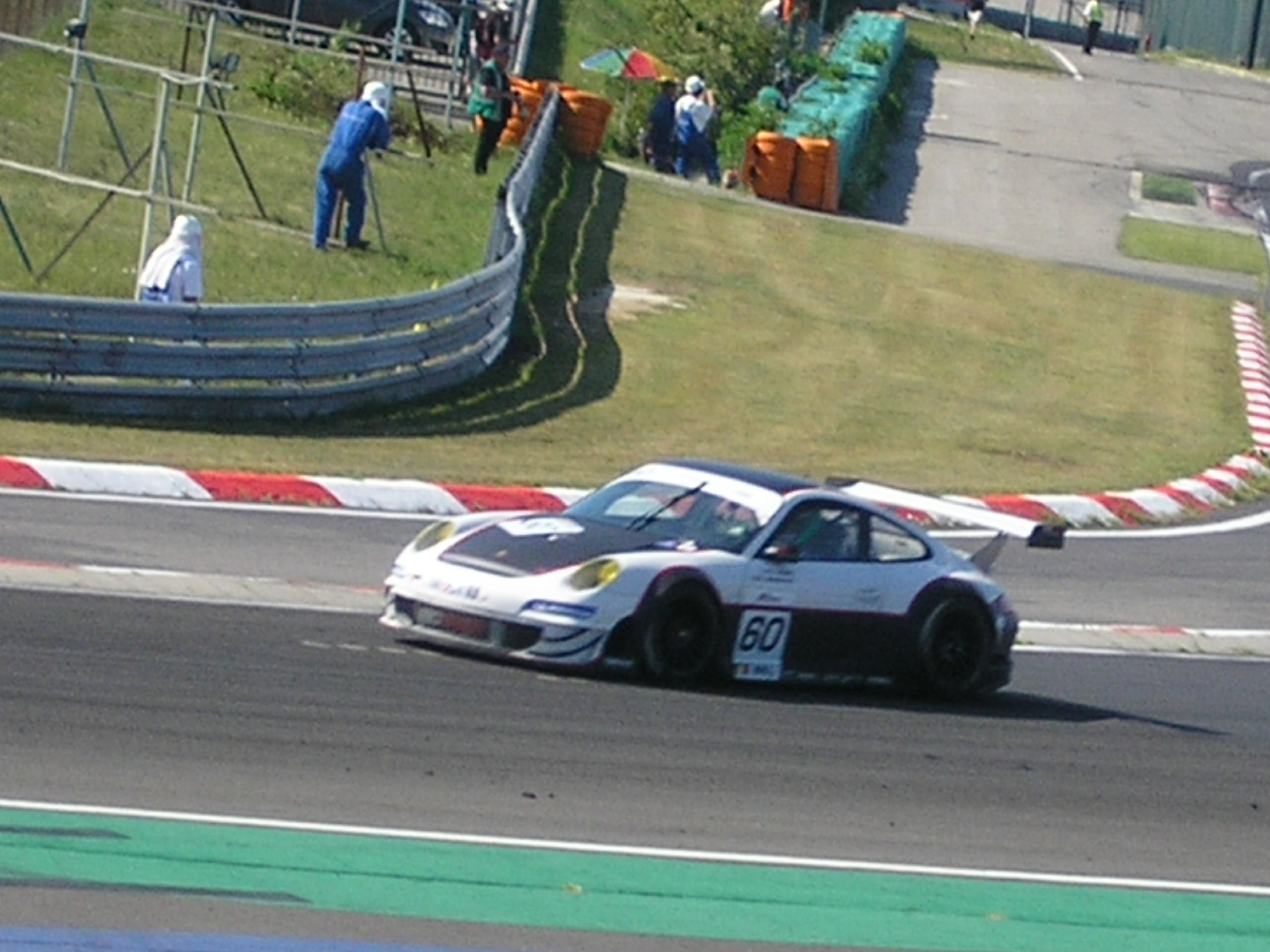
Richard Westbrook remporte le championnat GT2.

| Pos | Pilote              | Équipe               | Mc 1 | Mc 2 | Mc 3 | Mc 4 | Mc 5 | Mc 6 | Mc 7 | Mc 8 | Total |
| --- | ------------------- | -------------------- | ---- | ---- | ---- | ---- | ---- | ---- | ---- | ---- | ----- |
| 1   | Richard Westbrook   | Prospeed Competition | 10   | 10   | 0    | 0    | 10   | 8    | 8    | 10   | 56    |
| 2=  | Gianmaria Bruni     | AF Corse             | 0    | 8    | 10   | 10   | 8    | 3    | 10   | 5    | 54    |
| 2=  | Toni Vilander       | AF Corse             | 0    | 8    | 10   | 10   | 8    | 3    | 10   | 5    | 54    |
| 4   | Emmanuel Collard    | Prospeed Competition | 10   | 10   | 0    | 0    | 10   | 8    | 8    |      | 49    |
| 4   | Emmanuel Collard    | Brixia Racing        |      |      |      |      |      |      |      | 3    | 49    |
| 5=  | Álvaro Barba        | AF Corse             | 4    | 6    | 2    | 0    | 4    | 10   | 6    | 2    | 34    |
| 5=  | Niki Cadei          | AF Corse             | 4    | 6    | 2    | 0    | 4    | 10   | 6    | 2    | 34    |
| 5=  | Rob Bell            | CRS Racing           | 6    | 2    | 4    | 8    | 3    | 4    | 1    | 6    | 34    |
| 5=  | Andrew Kirkaldy     | CRS Racing           | 6    | 2    | 4    | 8    | 3    | 4    | 1    | 6    | 34    |
| 9   | Luís Pérez Companc  | PeCom Racing Team    | 8    |      | 0    |      | 2    | 5    | 5    | 0    | 30    |
| 9   | Luís Pérez Companc  | AF Corse             |      |      |      | 10   |      |      |      |      | 30    |
| 10= | Paolo Ruberti       | BMS Scuderia Italia  | 5    | 0    | 0    | 0    | 6    | 6    | 2    | 8    | 27    |
| 10= | Matteo Malucelli    | BMS Scuderia Italia  | 5    | 0    | 0    | 0    | 6    | 6    | 2    | 8    | 27    |
| 12  | Marco Holzer        | Prospeed Competition | 3    | 5    | 0    |      | 5    | 0    | 0    | 10   | 23    |
| 12  | Marco Holzer        | Brixia Racing        |      |      |      | 0    |      |      |      |      | 23    |
| 13= | Tim Mullen (en)     | CRS Racing           | 0    | 3    | 6    | 6    | 1    | 1    | 4    | 0    | 21    |
| 13= | Chris Niarchos      | CRS Racing           | 0    | 3    | 6    | 6    | 1    | 1    | 4    |      | 21    |
| 15  | Matías Russo        | PeCom Racing Team    | 8    |      | 0    |      | 2    | 5    | 5    | 0    | 20    |
| 15  | Matías Russo        | AF Corse             |      |      |      | 0    |      |      |      |      | 20    |
| 16  | Martin Ragginger    | Brixia Racing        | 1    | 4    | 5    | 0    | 0    | 2    | 3    | 3    | 18    |
| 17  | Luigi Lucchini      | Brixia Racing        | 1    | 4    | 5    | 0    | 0    | 2    | 3    |      | 15    |
| 17  | Luigi Lucchini      | BMS Scuderia Italia  |      |      |      |      |      |      |      | 0    | 15    |
| 18  | Darryl O'Young      | Prospeed Competition | 3    | 5    |      | 0    | 5    | 0    | 0    | 1    | 14    |
| 19= | Jaime Melo          | AF Corse             |      |      |      | 10   |      |      |      |      | 10    |
| 19= | Frédéric Makowiecki | Hexis Racing AMR     | 2    |      | 8    |      |      |      |      |      | 10    |
| 19= | Stefan Mücke        | Hexis Racing AMR     | 2    |      | 8    |      |      |      |      |      | 10    |
| 22= | Antonio García      | CRS Racing           |      |      |      | 8    |      |      |      | 0    | 8     |
| 22= | Peter Kox           | CRS Racing           |      |      |      | 8    |      |      |      |      | 8     |
| 24  | Jörg Bergmeister    | Trackspeed Racing    |      |      | 3    | 0    |      |      |      | 4    | 7     |
| 25= | Phil Quaife         | CRS Racing           |      |      |      | 6    |      |      |      |      | 6     |
| 25= | Chris Goodwin (en)  | CRS Racing           |      |      |      | 6    |      |      |      |      | 6     |
| 27= | Maurizio Basso      | JMB Racing           |      |      |      | 5    |      |      |      |      | 5     |
| 27= | Peter Kutemann      | JMB Racing           |      |      |      | 5    |      |      |      |      | 5     |
| 27= | John Hartshone      | JMB Racing           |      |      |      | 5    |      |      |      |      | 5     |
| 27= | Stéphane Daoudi     | JMB Racing           |      |      |      | 5    |      |      |      |      | 5     |
| 31= | David Ashburn       | Trackspeed Racing    | 0    | 1    | 3    | 0    | 0    | 0    | 0    | 0    | 4     |
| 31= | Chris Mamerow       | Trackspeed Racing    |      |      |      |      |      |      |      | 4    | 4     |
| 33= | Tim Sugden          | Trackspeed Racing    | 0    | 1    |      | 0    | 0    | 0    |      |      | 1     |
| 33= | Diego Romanini (en) | BMS Scuderia Italia  | 0    | 0    | 1    | 0    | 0    | 0    | 0    |      | 1     |
| 33= | Kenneth Heyer       | BMS Scuderia Italia  | 0    | 0    | 1    | 0    | 0    |      |      |      | 1     |
| 33= | Marc Lieb           | Prospeed Competition |      |      |      |      |      |      |      | 1    | 1     |

#### Coupe Citation
La Coupe Citation exclue les manches de Spa.
| Pos | Pilote              | Équipe            | Mc 1 | Mc 2 | Mc 3 | Mc 4 | Mc 5 | Mc 6 | Mc 7 | Mc 8 | Total |
| --- | ------------------- | ----------------- | ---- | ---- | ---- | ---- | ---- | ---- | ---- | ---- | ----- |
| 1   | Chris Niarchos      | CRS Racing        | 8    | 10   | 10   |      | 8    | 8    | 8    |      | 52    |
| 2   | Luís Pérez Companc  | PeCom Racing Team | 10   |      | 0    |      | 10   | 10   | 10   | 8    | 48    |
| 3   | David Ashburn       | Trackspeed Racing | 0    | 8    | 8    |      | 6    | 6    | 6    | 10   | 44    |
| 4   | Jean-Claude Lagniez | Red Racing        | 6    |      |      |      |      |      |      |      | 6     |

### Championnat des équipes
Les points sont octroyés aux 8 premiers classés de chaque catégorie dans l'ordre 10–8–6–5–4–3–2–1. Les points sont obtenus par deux voitures maximum pour chaque équipe.

#### Classements GT1
| Pos | Équipe                    | Voiture                   | Moteur                   | Mc 1 | Mc 2 | Mc 3 | Mc 4 | Mc 5 | Mc 6 | Mc 7 | Mc 8 | Total |
| --- | ------------------------- | ------------------------- | ------------------------ | ---- | ---- | ---- | ---- | ---- | ---- | ---- | ---- | ----- |
| 1   | Vitaphone Racing Team     | Maserati MC12 GT1         | Maserati 6,0 L V12       | 8    | 16   | 14   | 8    | 10   | 10   | 12   | 11   | 89    |
| 2   | Peka Racing               | Chevrolet Corvette C6.R   | Chevrolet LS7.R 7,0 L V8 | 5    | 8    | 10   | 10   | 4    | 8    | 0    | 0    | 45    |
| 3   | Selleslagh Racing Team    | Chevrolet Corvette C6.R   | Chevrolet LS7.R 7,0 L V8 | 3    | 4    | 5    | 4    | 3    | 10   | 6    | 4    | 39    |
| 4   | Vitaphone Racing Team DHL | Maserati MC12 GT1         | Maserati 6,0 L V12       |      |      |      | 8    | 8    | 3    | 3    | 10   | 32    |
| 5   | Luc Alphand Aventures     | Chevrolet Corvette C6.R   | Chevrolet LS7.R 7,0 L V8 | 6    | 5    | 4    |      | 5    |      | 5    | 6    | 31    |
| 6   | Sangari Team Brazil       | Chevrolet Corvette C6.R   | Chevrolet LS7.R 7,0 L V8 |      |      |      | 0    | 6    | 5    | 10   | 5    | 26    |
| 7   | K plus K Motorsport       | Saleen S7-R               | Ford 7,0 L V8            | 14   | 1    | 0    |      | 1    |      |      |      | 16    |
| 8   | Marc VDS Racing Team      | Ford GT1                  | Ford 5,0 L V8            | 0    | 2    | 3    | 0    | 2    | 2    | 0    | 0    | 9     |
| 9   | Full Speed Racing Team    | Saleen S7-R               | Ford 7,0 L V8            | 0    | 3    | 1    | 0    | 0    | 1    |      |      | 5     |
| 10  | Matech GT Racing          | Ford GT1                  | Ford 5,0 L V8            | 1    | 0    | 2    |      | 0    |      | 1    |      | 4     |
| 11= | DKR Engineering           | Chevrolet Corvette C6.R   | Chevrolet LS7.R 7,0 L V8 | 2    |      |      |      |      |      |      |      | 2     |
| 11= | Solution F                | Ferrari 550-GTS Maranello | Ferrari 5,9 L V12        |      |      |      |      |      |      | 2    |      | 2     |

#### Classements GT2
| Pos | Équipe                  | Voiture                     | Moteur                | Mc 1 | Mc 2 | Mc 3 | Mc 4 | Mc 5 | Mc 6 | Mc 7 | Mc 8 | Total |
| --- | ----------------------- | --------------------------- | --------------------- | ---- | ---- | ---- | ---- | ---- | ---- | ---- | ---- | ----- |
| 1   | AF Corse                | Ferrari F430 GTC            | Ferrari 4,0 L V8      | 4    | 14   | 12   | 10   | 12   | 13   | 16   | 7    | 88    |
| 2   | Prospeed Competition    | Porsche 911 GT3 RSR (997)   | Porsche 4,0 L Flat-6  | 13   | 15   | 0    | 0    | 15   | 8    | 8    | 11   | 70    |
| 3   | CRS Racing              | Ferrari F430 GTC            | Ferrari 4,0 L V8      | 6    | 5    | 10   | 14   | 4    | 5    | 5    | 6    | 55    |
| 4   | BMS Scuderia Italia     | Ferrari F430 GTC            | Ferrari 4,0 L V8      | 5    | 0    | 1    | 0    | 6    | 6    | 2    | 8    | 28    |
| 5   | PeCom Racing Team       | Ferrari F430 GTC            | Ferrari 4,0 L V8      | 8    | 0    | 0    | 0    | 2    | 5    | 5    | 0    | 20    |
| 6   | Brixia Racing           | Porsche 911 GT3 RSR (997)   | Porsche 4,0 L Flat-6  | 1    | 4    | 5    | 0    | 0    | 2    | 3    | 3    | 18    |
| 7   | Hexis Racing AMR        | Aston Martin V8 Vantage GT2 | Aston Martin 4,5 L V8 | 2    |      | 8    |      |      |      |      |      | 10    |
| 8   | Trackspeed Racing       | Porsche 911 GT3 RSR (997)   | Porsche 4,0 L Flat-6  | 0    | 1    | 3    | 0    | 0    | 0    | 0    | 4    | 8     |
| 9   | JMB Racing              | Ferrari F430 GTC            | Ferrari 4,0 L V8      |      |      |      | 5    |      |      |      |      | 5     |
| –   | IMSA Performance Matmut | Porsche 911 GT3 RSR (997)   | Porsche 4,0 L Flat-6  |      |      |      | 0    |      |      |      |      | 0     |

### Coupe des constructeurs

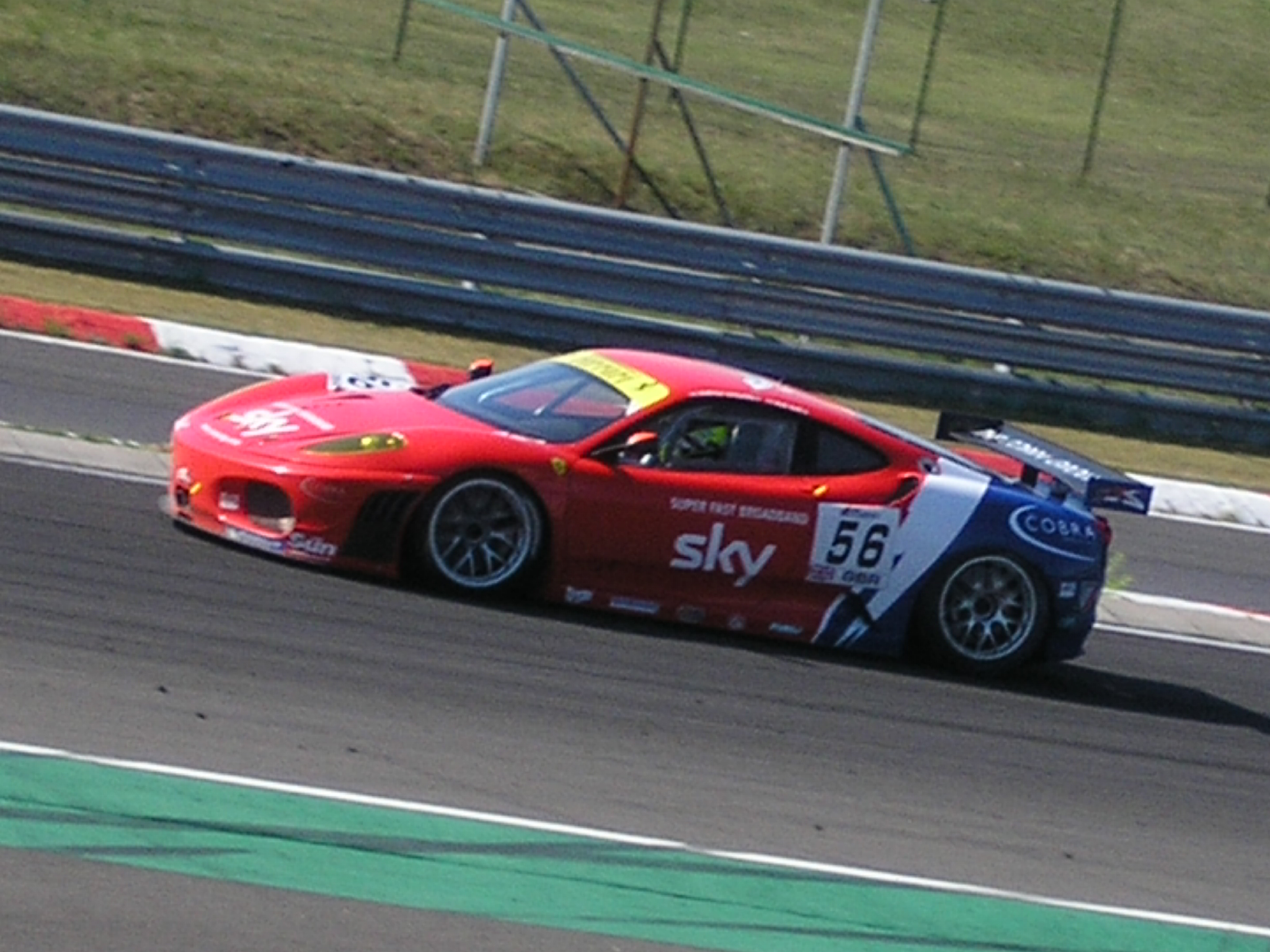
Ferrari remporte la coupe des constructeurs.

Cette coupe ne concerne que les constructeurs représentés dans la catégorie GT2.
| Pos | Constructeur | Mc 1 | Mc 2 | Mc 3 | Mc 4 | Mc 5 | Mc 6 | Mc 7 | Mc 8 | Total |
| --- | ------------ | ---- | ---- | ---- | ---- | ---- | ---- | ---- | ---- | ----- |
| 1   | Ferrari      | 23   | 19   | 22   | 19   | 21   | 0    | 25   | 21   | 150   |
| 2   | Porsche      | 14   | 20   | 8    | 19   | 15   | 0    | 11   | 18   | 105   |
| 3   | Aston Martin | 2    |      | 8    |      |      |      |      |      | 10    |